# Scatella ciliata
Scatella ciliata är en tvåvingeart som beskrevs av Collin 1930. Scatella ciliata ingår i släktet Scatella och familjen vattenflugor. Inga underarter finns listade i Catalogue of Life.